# Christer Lundberg
Christer Leif Lundberg, född 7 mars 1974 i Göteborg, är en svensk radiopratare och författare. 
Mellan 2003 och 2013 var han programledare för det självbetitlade radioprogrammet Christer, vilket två gånger gav honom Stora radiopriset. Han kom ut med sin debutroman Gräspojken 2012, som är en fiktiv uppväxtskildring från mitten av 1980-talet. År 2015 kom hans andra bok "Bläckfisken" ut, båda böckerna finns också som ljudböcker som är inlästa av honom själv. Lundberg är även sångare och kompositör i syntgrupperna Universal poplab och Kennelklubben.

## Biografi
Christer Lundberg växte upp i Göteborgsstadsdelen Majorna, där han sedan bott i nästan hela sitt liv. Han fastnade tidigt för syntmusik, framför allt Soft Cell, vilket ledde till en konflikt med skolans hårdrockare. Han har tävlat i judo.
Efter att ha haft en rad tillfälliga arbeten studerade han humaniora på Göteborgs universitet. Bland annat läste han musikvetenskap, där han vid 19 års ålder träffade och blev vän med sin framtida radiokollega Morgan Larsson. På samma kurs träffade han också Håkan Hellström som senare skulle medverka på en av Universal poplabs sånger. Därefter gick han journalistprogrammet.

### Filmkarriären
År 2000 gjorde Lundberg den dokumentära novellfilmen Vart tog den söta lilla gumman vägen? (35 minuter) om sin döda farmor. Filmen visades bland annat på Göteborgs filmfestival 2001. Han gjorde senare även dokumentärfilmen Kyssen (29 minuter, 2003), tillsammans med Nicolas Kolovos, som visades på Göteborgs filmfestival 2003.

### Radio & TV
Filmen Vart tog den söta lilla gumman vägen? sågs av Siewert Öholm som erbjöd Lundberg att göra ett pilotprogram, och anställde honom till radioprogrammet Eftersnack.
något som ledde till att Lundberg växlade inriktning från TV till radio. Delvis var det interaktiviteten i radio som tilltalade Lundberg.
Efter att ha assisterat Öholm fick Lundberg leda programmet Frank i P3. Under två år, mellan 2001 och 2003, var han en av programledarna där. 2003 fick han erbjudandet att ta över relationsprogrammet Doris (efter Emma Hamberg), som då bytte namn till Christer. Namnbytet gjorde att Lundberg tänkte "att om det här blir dåligt då blir det det sista jag gör i mediasverige".
Christer i P3 sändes i Sveriges Radio P3 första gången 7 januari 2003, då enbart med Lundberg i studion. Tanken var att göra ett vänligt program utan hårda frågor, för "Om man ringer till någon som man tror ska göra narr av en, då ringer man inte." Efter det första året som ensam programledare "insåg jag att jag skulle bli vansinnig om jag höll på så". Lundberg föreslog därför att Sveriges Radio också skulle ta in Morgan Larsson, som nyligen tagit examen från journalistprogrammet.
Programmet blev ganska snabbt populärt, och fick alltmer utrymme i etern. Som programledare för ett av P3:s flaggskepp fick han 2009 vara programledare för programmet Musikhjälpen tillsammans med Ametist Azordegan och Jason Diakité, vilket innebar att de var frivilligt inspärrade i en glasbur på Avenyn i Göteborg under en vecka. Han har även varit återkommande nattgäst i programmet 2010–2012.
Efter att Christer 2011 fick Stora radiopriset i kategorin Underhållning fick Lundberg själv 2012 Stora radiopriset i den nyinstiftade kategorin årets bästa manliga programledare i radio.
Lundberg och Larsson tävlade under säsongen 2011/12 tillsammans i SVT-programmet På spåret, där det tog slut i kvartsfinalen mot de segrande motståndarna Carl Johan De Geer och Johanna Frändén med resultatet 26–25. Lundberg och Larsson deltog även i programmet 2013/14, där de förlorade mot Martina Montelius och Dominika Peczynski.
Christer i P3 sändes ända till 2013, då Lundberg och Larsson fick frågan om att göra ett nytt program. I samband med nedläggningen hade Christer en fest, där bland annat Universal Poplab spelade.
Under 2014 började Lundberg och Larsson sända programmet Christer och Morgan rapporterar i Sveriges Radio P3, måndag till torsdag, 17–18. Där medverkade även Hanna Andersson, Rasmus "Östanås" Persson och Niklas "Edall" Mannheimer Ruberg. I samband med det nya programmet kom även en podcast, med både för- och efterpod. I slutet av 2015 lades programmet ner i P3.
Kvällspasset i P4 hade premiär den 2 november 2015 och vid Lundbergs sida fanns som vanligt hans bästa vän och mångåriga kollega Morgan Larsson som redan året innan börjat sända sitt program SöndagsMorgan i P4. Även kollegan Hanna Andersson flyttade med Lundberg och Larsson till P4. Till en början sändes programmet måndag–onsdag från Göteborg med Lundberg och Larsson som programledare, och på torsdag och fredag tog Nadia Jebril och Måns Nilsson över som programledare ifrån Malmö. Sedan 2017 delas inte programmet mitt i veckan längre, och sänds huvudsakligen från Göteborg men från Malmö under sommaren.
I februari 2021 startade Sveriges radio en podd kallad Fråga Agnes Wold med Agnes Wold och Lundberg där Wold svarar på frågor om hälsa och medicinska frågor, med det uttalade syftet att avfärda hälsomyter.
Lundberg tävlar i På spåret igen vintern 2021/2022, denna gång tillsammans med Agnes Wold.

### Musikkarriär
Lundberg bildade 2002 synthpopbandet Universal Poplab, tillsammans med Paul Lachenardière och senare även Hans Olsson-Brookes. Gruppen har gett ut tre fullängdsalbum: Universal Poplab (2004), Uprising (2006) och Seeds (2008), samt remixalbumet Uprising - The Remixes (2007).
År 2018 väckte Lundberg och vännen Martin Brändström (keyboardist i death metal-bandet Dark Tranquility) liv i sitt gamla band Kennelklubben som de bildade i slutet av 80-talet. Resultatet blev det självbetitlade minialbumet Kennelklubben.

### Författaren
I september 2012 utkom hans debutroman Gräspojken. Idén till boken fick han redan under gymnasiet.
2015 kom Lundbergs andra roman Bläckfisken ut. Båda böckerna är inlästa som ljudbok av Lundberg själv.

### Övrigt
I november 2014 hade Lundberg och Larssons scenshow Kompisar premiär på biograf Draken i Göteborg.

### Privatliv
Christer Lundberg är gift med radiomedarbetaren Ylva Lindvall (född 1976), dotter till Lars Lindvall och Ingrid Elam, och har två barn.

## Filmografi
- Vart tog den söta lilla gumman vägen?, manus, regi, producent, foto (novellfilm, 2000)
- Kyssen, manus och regi (kortfilm, 2003)

## Källhänvisningar
1. ↑  "Hack i häl på Christer Lundberg i Majorna" Arkiverad 5 december 2014 hämtat från the Wayback Machine., Erik Andersson, Direktpress, läst 27 november 2014
2. 1 2 3 4  "Christer Lundberg 18/1" Arkiverad 22 oktober 2014 hämtat från the Wayback Machine., Anders Johansson, Göteborgs-Posten, publicerad 18 februari 2011, läst 27 november 2014
3. 1 2  Sveriges Radio P3, presentation av Christer Lundberg som musiker, programledare mm
4. ↑  "Mötesplats Humanisten ht 2012 med Christer Lundberg" Arkiverad 4 december 2014 hämtat från the Wayback Machine., Humanistiska fakulteten, Göteborgs universitet, läst 27 november 2014
5. ↑  "Christer och Morgan, personligt och lite privat samtal om Marc Almond och nakna tomtar" Arkiverad 5 december 2014 hämtat från the Wayback Machine., Göteborg Nonstop, läst 27 november 2014
6. ↑  "We hate it when our friends become successful", Swedishcharts.se, läst 27 november 2014
7. ↑  ”Vart tog den söta lilla gumman vägen?”. Svenska filminstitutet. http://www.sfi.se/sv/svensk-filmdatabas/Item/?type=MOVIE&itemid=49758. Läst 26 november 2014.
8. ↑  ”Kyssen”. Svenska filminstitutitet. http://www.sfi.se/sv/svensk-filmdatabas/Item/?type=MOVIE&itemid=52756. Läst 26 november 2014.
9. 1 2 3  "En intervju med Christer i P3", Johan Axeled, Beingblogged.se, publicerad 27 december 2013, läst 27 november 2014
10. ↑  "Christer i P3 om spontan planering", Sandra Hultman, Nya Lidköpings-Tidningen, läst 27 november 2014
11. ↑  "Christer Lundberg, Musikhjälpen 2009", Sveriges Radio, läst 27 november 2014
12. ↑  Sista dagarna med Christer i P3, Karin Svensson, Hallandsposten/TT, läst 5 december 2014
13. ↑  "Christer i P3 firar tio år" Arkiverad 4 december 2014 hämtat från the Wayback Machine.,  Erik Segerpalm, Värmlands folkblad, publicerad 31 maj 2013, läst 27 november 2014
14. 1 2 3  "Sista chansen med Christer" (pdf) Arkiverad 5 december 2014 hämtat från the Wayback Machine., Thomas Drakenfors, Metro, publicerad 27 december 2013, läst 27 november 2014
15. ↑  Ametist, Timbuktu, och Christer Lundberg gör TV Arkiverad 11 december 2014 hämtat från the Wayback Machine., "DJ Silence", läst 5 december 2014
16. ↑  Tidigare vinnare 2011 Arkiverad 15 december 2014 hämtat från the Wayback Machine., Radioakademin
17. ↑  Sahlin, Eva (2012-09-20): "Lotta Bromé bästa kvinnliga programledare och Mikael Tornving Årets Folkbildare". Sverigesradio.se. Läst 12 november 2013.
18. ↑  "P3-Christer årets programledare", Dagens Nyheter via TT, publicerad 2012-09-20, läst 2014-11-27
19. ↑  Lagergren, Caroline (2014-09-19): ”Flera P3-profiler tävlar i "På spåret"”. Sverigesradio.se. Läst 24 juli 2014.
20. ↑  Christer Lundberg: "Vi är inte smartare än så", Maria Brander, Expressen, läst 5 december 2014
21. ↑  "Christer och Morgan rapporterar i P3", Radionytt, läst 27 november 2014
22. ↑  Christer och Morgan rapporterar på Sverigesradio.se, läst 5 december 2014
23. ↑  Kvällspassets Premiär
24. ↑   , 
Morgan Larsson och Christer Lundberg.  [Christer, Morgan och Hanna pratar om programmet och händelser under dom två senaste åren  Podden pratar om programmet ] (2 november 2017). Sveriges Radio.
 Lyssna på programmet URL hämtad 2 november 2017.
25. ↑  Agnes Wold tar död på hälsomyter i ny podd, P4 Sveriges radio, 2021-02-12
26. ↑  ”Agnes Wold tar plats i På spåret | Göteborgs universitet”. www.gu.se. https://www.gu.se/nyheter/agnes-wold-tar-plats-i-pa-sparet. Läst 6 december 2021.
27. ↑  Christer Lundberg på Discogs, läst 27 november 2014
28. ↑  Stenberg, Bella (2012-10-15): "Christer Lundberg | Gräspojken". Arkiverad 2 november 2013 hämtat från the Wayback Machine. GP.se. Läst 24 juli 2014.
29. ↑  Hjelm, Karl (2012-10-22): "Gräspojken Dast-Magazine
30. ↑  Dast-Magazine
31. ↑  Christer Lundberg - Gräspojken (a.k.a. Kökspojken), Christer Lundberg berättar om Gräspojkens tillkomst, Telegram förlag, läst 5 december
32. ↑  Hack i häl på Christer Lundberg i Majorna Arkiverad 5 december 2014 hämtat från the Wayback Machine., Erik Andersson, Direktpress, läst 5 december 2014
33. ↑  Christer och Morgan gör kompishow Arkiverad 8 december 2014 hämtat från the Wayback Machine., Nerikes Allehanda, läst 5 december 2014